# Přibyslavice (Brno-vidéki járás)
Přibyslavice település Csehországban, a Brno-vidéki járásban. Přibyslavice Svatoslav, Velká Bíteš, Křoví, Zálesná Zhoř és Lesní Hluboké településekkel határos. Lakosainak száma 544 fő (2024. január 1.).

## Népesség
A település lakosságának változását az alábbi diagram mutatja:
| Lakosok száma | 860  | 807  | 811  | 631  | 437  | 415  | 509  | 520  | 529  | 544  |
|               | 1869 | 1890 | 1921 | 1950 | 1980 | 2001 | 2017 | 2019 | 2022 | 2024 |